# Metalectra castrensis
Metalectra castrensis là một loài bướm đêm trong họ Erebidae.